# Santiago Martí Hernández
Santiago Martí Hernández (Alacant, finals segle XIX - Alacant, mitjans segle XX) fou un polític socialista valencià. Quan esclatà la Guerra Civil espanyola fou escollit representant d'UGT i del PSOE al Consell Municipal d'Alacant, vicepresident de la Junta d'Obres del Port i president de la Junta Qualificadora i Expropiadora de Finques Rústiques sense indemnització.
El juny de 1937 fou elegit president del Consell Municipal (alcalde d'Alacant), i com a tal participà en la Conferència Internacional de la Pau de París, on presentà una resolució sobre els bombardeigs en poblacions després del bombardeig del 25 de maig de 1938 sobre el Mercat que causà prop de 300 víctimes. El setembre de 1938 dimití del càrrec, però continuà com a regidor.